# Omer Damari
Omer Damari (Hebreeuws: עומר דמארי) (Risjon Letsion, 24 maart 1989) is een Israëlisch voormalig professioneel voetballer die doorgaans speelde als spits. Tussen 2006 en 2020 was hij actief voor Maccabi Petach Tikwa, Hapoel Tel Aviv, Austria Wien, RB Leipzig, Red Bull Salzburg, New York Red Bulls, Maccabi Haifa en opnieuw Hapoel Tel Aviv. Damari maakte in 2010 zijn debuut in het Israëlisch voetbalelftal en kwam uiteindelijk tot twintig interlands.

## Clubcarrière
Damari speelde in de jeugdopleiding van Maccabi Petach Tikwa en eind 2006 ebuteerde de toen zeventienjarige middenvelder in het eerste elftal van de club. Hij begon als middenvelder bij Maccabi, maar na verloop van tijd kwam hij in de spits terecht. Na het seizoen 2010/11, waarin hij tot vijftien competitiedoelpunten in dertig duels was gekomen, werd hij aangetrokken door Hapoel Tel Aviv. Hij kostte anderhalf miljoen euro, tekende voor vijf jaar en kreeg een ontsnappingsclausule van drie miljoen euro. In zijn eerste twee seizoenen kwam hij telkens tot minimaal tien doelpunten en de jaargang 2013/14 leverde zelfs zesentwintig doelpunten op, waarmee hij tweede werd op de topscorerslijst, tussen Eran Zahavi (Maccabi Tel Aviv, 29 goals) en Alon Turgeman (Maccabi Haifa, 26 goals). Na afloop van dit seizoen verkaste Damari naar Austria Wien. Binnen een half jaar verkaste de Israëliër, die in de winterstop een contract voor drieënhalf jaar tekende bij RB Leipzig. In de zomer van 2015 werd hij verhuurd aan Red Bull Salzburg. In een seizoen tijd speelde de middenvelder zestien competitiewedstrijden en na zijn terugkeer werd hij opnieuw gestald bij een zusterclub, dit maal bij New York Red Bulls. Na vijf wedstrijden in New York, keerde hij terug naar Leipzig. Damari werd direct opnieuw verhuurd, dit maal aan Maccabi Haifa in zijn thuisland. In de zomer van 2018 verkaste de Israëliër naar Hapoel Tel Aviv, waar hij zijn handtekening zette onder een verbintenis voor de duur van twee seizoenen. Na deze twee seizoenen liet hij de club achter zich. Medio 2021 besloot Damari een punt te zetten achter zijn actieve loopbaan.

## Clubstatistieken
| Seizoen | Club                 | Competitie          | Competitie | Competitie | Beker | Beker | Internationaal | Internationaal | Totaal | Totaal |
| Seizoen | Club                 | Competitie          | Wed.       | Dlp.       | Wed.  | Dlp.  | Wed.           | Dlp.           | Wed.   | Dlp.   |
| ------- | -------------------- | ------------------- | ---------- | ---------- | ----- | ----- | -------------- | -------------- | ------ | ------ |
| 2006/07 | Maccabi Petach Tikwa | Ligat Ha'Al         | 4          | 0          | 5     | 1     | —              | —              | 9      | 1      |
| 2007/08 | Maccabi Petach Tikwa | Ligat Ha'Al         | 23         | 3          | 5     | 0     | —              | —              | 28     | 3      |
| 2008/09 | Maccabi Petach Tikwa | Ligat Ha'Al         | 29         | 1          | 5     | 1     | —              | —              | 34     | 2      |
| 2009/10 | Maccabi Petach Tikwa | Ligat Ha'Al         | 32         | 10         | 8     | 1     | —              | —              | 40     | 11     |
| 2010/11 | Maccabi Petach Tikwa | Ligat Ha'Al         | 30         | 15         | 5     | 2     | —              | —              | 35     | 17     |
| 2011/12 | Hapoel Tel Aviv      | Ligat Ha'Al         | 36         | 17         | 8     | 4     | 10             | 4              | 54     | 25     |
| 2012/13 | Hapoel Tel Aviv      | Ligat Ha'Al         | 29         | 13         | 5     | 1     | 5              | 1              | 39     | 15     |
| 2013/14 | Hapoel Tel Aviv      | Ligat Ha'Al         | 36         | 26         | 1     | 0     | 4              | 5              | 41     | 31     |
| 2014/15 | Austria Wien         | Bundesliga          | 13         | 8          | 2     | 2     | —              | —              | 15     | 10     |
| 2014/15 | RB Leipzig           | 2. Bundesliga       | 10         | 0          | 1     | 0     | —              | —              | 11     | 0      |
| 2015/16 | → Red Bull Salzburg  | Bundesliga          | 16         | 4          | 0     | 0     | —              | —              | 16     | 4      |
| 2016    | → New York Red Bulls | Major League Soccer | 5          | 0          | 0     | 0     | 1              | 1              | 6      | 1      |
| 2016/17 | → Maccabi Haifa      | Ligat Ha'Al         | 9          | 2          | 0     | 0     | —              | —              | 9      | 2      |
| 2017/18 | → Maccabi Haifa      | Ligat Ha'Al         | 18         | 2          | 5     | 0     | —              | —              | 23     | 2      |
| 2018/19 | Hapoel Tel Aviv      | Ligat Ha'Al         | 12         | 2          | 8     | 2     | —              | —              | 20     | 4      |
| 2019/20 | Hapoel Tel Aviv      | Ligat Ha'Al         | 21         | 2          | 5     | 0     | —              | —              | 26     | 2      |
| Totaal  | Totaal               | Totaal              | 323        | 105        | 64    | 14    | 20             | 11             | 407    | 130    |

## Interlandcarrière
Zijn debuut in het Israëlisch voetbalelftal maakte Damari op 17 november 2010, toen er met 3–2 gewonnen werd van IJsland. De aanvaller mocht in de basis beginnen en hij speelde het gehele duel mee. Hij betaalde het vertrouwen in hem terug met twee doelpunten in het eerste kwartier spelen.
| Interlands van Omer Damari voor Israël | Interlands van Omer Damari voor Israël | Interlands van Omer Damari voor Israël | Interlands van Omer Damari voor Israël | Interlands van Omer Damari voor Israël | Interlands van Omer Damari voor Israël |
| №                                      | Datum                                  | Wedstrijd                              | Uitslag                                | Competitie                             | Goals                                  |
| Als speler bij Maccabi Petach Tikwa    | Als speler bij Maccabi Petach Tikwa    | Als speler bij Maccabi Petach Tikwa    | Als speler bij Maccabi Petach Tikwa    | Als speler bij Maccabi Petach Tikwa    | Als speler bij Maccabi Petach Tikwa    |
| -------------------------------------- | -------------------------------------- | -------------------------------------- | -------------------------------------- | -------------------------------------- | -------------------------------------- |
| 1                                      | 17 november 2010                       | Israël – IJsland                       | 3 – 2                                  | Vriendschappelijk                      | 5' 14'                                 |
| 2                                      | 26 maart 2011                          | Israël – Letland                       | 2 – 1                                  | EK 2012 kwalificatie                   |                                        |
| Als speler bij Hapoel Tel Aviv         |                                        |                                        |                                        |                                        |                                        |
| 3                                      | 2 september 2011                       | Israël – Griekenland                   | 0 – 1                                  | EK 2012 kwalificatie                   |                                        |
| 4                                      | 29 februari 2012                       | Israël – Oekraïne                      | 2 – 3                                  | Vriendschappelijk                      |                                        |
| 5                                      | 26 mei 2012                            | Tsjechië – Israël                      | 2 – 1                                  | Vriendschappelijk                      |                                        |
| 6                                      | 31 mei 2012                            | Duitsland – Israël                     | 2 – 0                                  | Vriendschappelijk                      |                                        |
| 7                                      | 15 augustus 2012                       | Hongarije – Israël                     | 1 – 1                                  | Vriendschappelijk                      |                                        |
| 8                                      | 7 september 2012                       | Azerbeidzjan – Israël                  | 1 – 1                                  | WK 2014 kwalificatie                   |                                        |
| 9                                      | 14 november 2012                       | Israël – Wit-Rusland                   | 1 – 2                                  | Vriendschappelijk                      | 19'                                    |
| 10                                     | 6 februari 2013                        | Israël – Finland                       | 2 – 1                                  | Vriendschappelijk                      |                                        |
| 11                                     | 11 oktober 2013                        | Portugal – Israël                      | 1 – 1                                  | WK 2014 kwalificatie                   |                                        |
| 12                                     | 5 maart 2014                           | Israël – Slowakije                     | 1 – 3                                  | Vriendschappelijk                      |                                        |
| 13                                     | 28 mei 2014                            | Mexico – Israël                        | 3 – 0                                  | Vriendschappelijk                      |                                        |
| 14                                     | 1 juni 2014                            | Honduras – Israël                      | 2 – 4                                  | Vriendschappelijk                      | 60'                                    |
| Als speler bij Austria Wien            |                                        |                                        |                                        |                                        |                                        |
| 15                                     | 10 oktober 2014                        | Cyprus – Israël                        | 1 – 2                                  | EK 2016 kwalificatie                   | 38'                                    |
| 16                                     | 13 oktober 2014                        | Andorra – Israël                       | 1 – 4                                  | EK 2016 kwalificatie                   | 3' 41' 82'                             |
| 17                                     | 16 november 2014                       | Israël – Bosnië en Herzegovina         | 3 – 0                                  | EK 2016 kwalificatie                   | 45'                                    |
| Als speler bij RB Leipzig              |                                        |                                        |                                        |                                        |                                        |
| 17                                     | 28 maart 2015                          | Israël – Wales                         | 0 – 3                                  | EK 2016 kwalificatie                   |                                        |
| 17                                     | 12 juni 2015                           | Bosnië en Herzegovina – Israël         | 3 – 1                                  | EK 2016 kwalificatie                   |                                        |
| Als speler bij Red Bull Salzburg       |                                        |                                        |                                        |                                        |                                        |
| 20                                     | 13 oktober 2015                        | België – Israël                        | 3 – 1                                  | EK 2016 kwalificatie                   |                                        |

## Erelijst
| Competitie        |                 |                 |                 |                 |
| Competitie        | Aantal          | Jaren           |                 |                 |
| Hapoel Tel Aviv   | Hapoel Tel Aviv | Hapoel Tel Aviv | Hapoel Tel Aviv | Hapoel Tel Aviv |
| ----------------- | --------------- | --------------- | --------------- | --------------- |
| State Cup         | 1               | 2011/12         |                 |                 |
| Red Bull Salzburg |                 |                 |                 |                 |
| Bundesliga        | 1               | 2015/16         |                 |                 |
| ÖFB-Cup           | 1               | 2015/16         |                 |                 |